# Nikoline (sodavand)
Nikoline  er et mærke af sodavand og andre produkter, der fremstilles af Faxe Bryggeri. Den blev lanceret i 1978, og er opkaldt efter Nikoline Nielsen, der grundlagde bryggeriet i 1901 sammen med sin mand.

## Produkter
Sodavand
- Nikoline sodavand den originale (1978)[2]
- Nikoline appelsin sodavand
- Nikoline hyldeblomst sodavand
- Nikoline limonade sodavand
- Nikoline rød grapefrugt sodavand
- Nikoline skovbær sodavand
- Nikoline citrus & lime sodavand
- Nicoline Eksotisk sodavand

Saft
- Nikoline Økologisk Saft med Citrus & ingefær med brus
- Nikoline økologisk saft med rabarber med brus
- Nikoline Økologisk saft med limonade med brus
- Nikoline Økologisk Hindbær saft med brus
- Nikoline Økologisk Limonade Brus
- Nikoline Økologisk Hindbær Brus
- Nikoline Økologisk Rabarbar Brus[3]
- Nikoline Økologisk Hyldeblomst med brus
- Nikoline Hyldeblomst/Æble Saft med brus
- Nikoline Økologisk Citrus-Ingefærsaft
- Nikoline Økologisk Æblemost
- Nikoline Økologisk Hyldeblomst
- Nikoline Økologisk Hyldeblomst/Æble Saft
- Nikoline Økologisk Hyldeblomstsaft
- Nikoline Økologisk Saft med Citrus & ingefær
- Nikoline Økologisk Rabarber & drue
- Nikoline Økologisk Hindbær saft
- Nikoline Økologisk Solbær & Æble saft
- Nikoline Økologisk Hyldeblomst saft

Juice
- Nikoline Økologisk Appelsin juice
- Nikoline Appelsin juice
- Nikoline Multi juice
- Nikoline Æbler juice